# Джебелі
Джебелі (букв. «Латники») — категорія кінного війська Османської імперії, воїни, яких виставляв тримач лену — тімаріот, заїм або бей. Кожний джебелі повністю забезпечувався своїм господарем, бувши, власне, його рабом. 